# Lyman Spitzer
Lyman Strong Spitzer jr. (Toledo (Ohio), 26 juni 1914 – Princeton (New Jersey), 31 maart 1997) was een Amerikaans theoretisch natuurkundige, astronoom en alpinist. Als wetenschapper deed hij onderzoek naar stervorming en plasmafysica. In 1946 bedacht hij als eerste het idee om een telescoop in de ruimte te plaatsen. Spitzer was de uitvinder van de stellarator en de Spitzer Space Telescope is naar hem vernoemd. Als alpinist was hij, samen met David Morton, de eerste die de Mount Thor beklom. 
Spitzer behaalde zijn Ph.D.-titel in de natuurkunde aan de Princeton University in 1938 met zijn proefschrift "The spectra of late supergiant stars" ("De spectra van voormalige supergigant-sterren"), zijn promotor was Henry Norris Russell. Hij studeerde tevens een jaar op het St John's College van de Universiteit van Cambridge.